# Bulbophyllum tricarinatum
Bulbophyllum tricarinatum är en orkidéart som beskrevs av Thomas Petch. Bulbophyllum tricarinatum ingår i släktet Bulbophyllum och familjen orkidéer.
Artens utbredningsområde är Sri Lanka. Inga underarter finns listade i Catalogue of Life.